# Giovanni del Fantasia

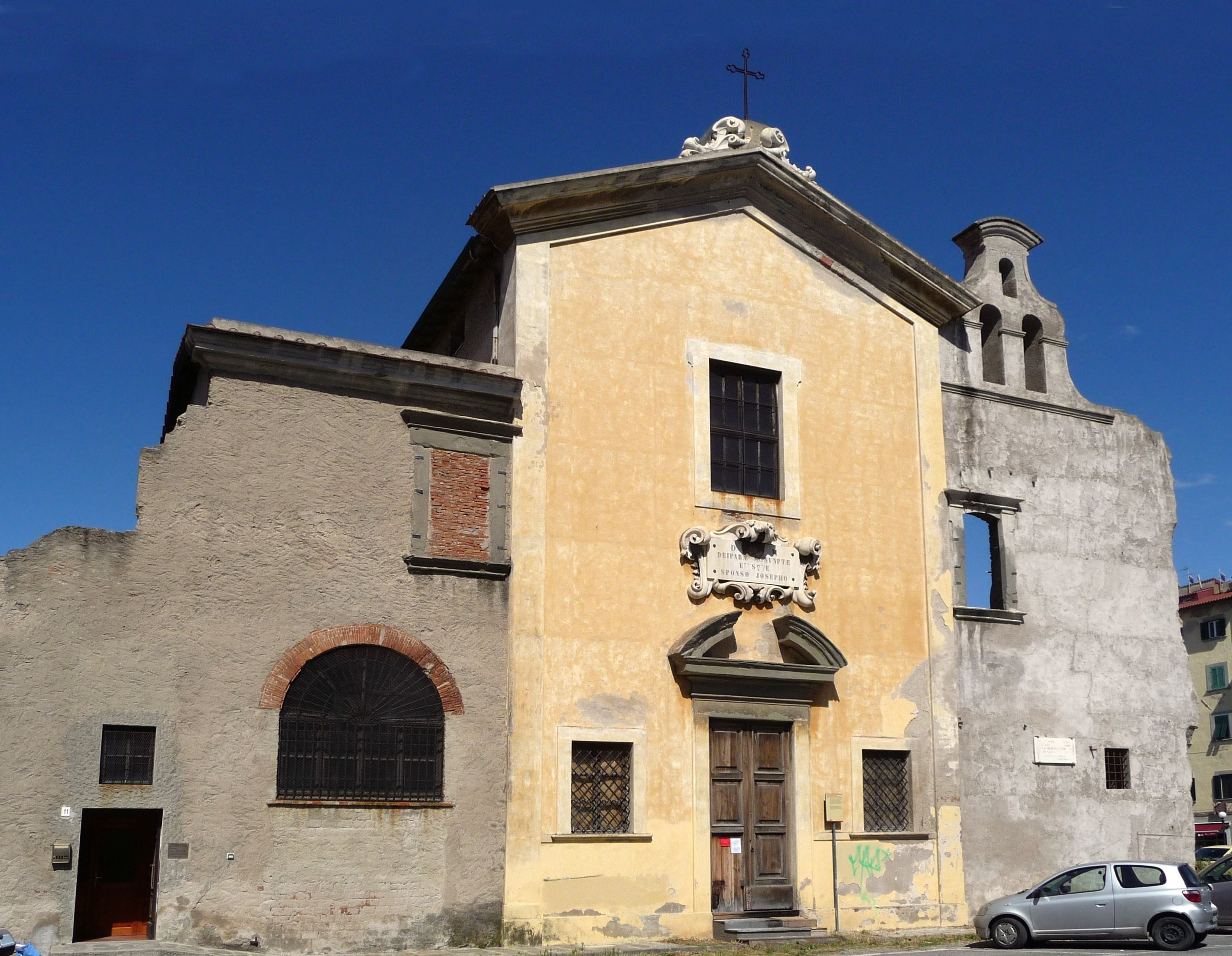
Chiesa del Luogo Pio, Livorno

Giovanni Maria del Fantasia (Firenze, 1670 – Livorno, 11 luglio 1743) è stato un architetto italiano, che operò nella prima metà del Settecento.

## Biografia
Nato a Firenze nel 1670, esponente della stagione tardobarocca medicea, fu particolarmente attivo a Livorno, dove lavorò alle più importanti fabbriche civili e religiose della città.
All'inizio del XVIII secolo completò il Palazzo di Giustizia (all'epoca convento dell'ordine gesuita), quindi fu impegnato, accanto al Foggini, nel cantiere del Palazzo del Picchetto. Intorno al 1720 eresse il Palazzo Comunale e nel 1731 si occupò dell'ampliamento dei Bottini dell'olio.
Tra gli edifici religiosi, lavorò in tutti i principali cantieri della città: concluse la costruzione della chiesa di San Ferdinando (ideata dallo stesso Foggini), progettò la piccola chiesa del Luogo Pio (1713-1715), iniziò la costruzione della chiesa di Santa Caterina (poi completata da altri progettisti in seguito al manifestarsi di dissesti statici), mise in atto, secondo le guide storiche cittadine, i disegni di Ferdinando de' Medici per la chiesa armena di San Gregorio Illuminatore (in realtà, secondo studi più recenti, il progetto deve attribuirsi a Giovan Battista Foggini), aggiunse la Cappella del Santissimo Sacramento alla navata del Duomo ed innalzò la parte posteriore del Santuario di Montenero.
A Cecina, intorno al 1740, costruì un vasto palazzo per la famiglia Ginori.
Fu sepolto nella chiesa del Luogo Pio, ma la sua tomba è stata profanata durante l'ultima guerra mondiale.